# Habrocampulum biguttatum
Habrocampulum biguttatum là một loài tò vò trong họ Ichneumonidae.